# Laëtitia Perrais
Laëtitia Perrais, née à Nantes le 4 mai 1992, est une serveuse de l'hôtel de Nantes à La Bernerie-en-Retz. Elle est enlevée, violée et assassinée par Tony Meilhon dans la nuit du 18 au 19 janvier 2011,.

## Biographie
Laëtitia Perrais et sa sœur jumelle, Jessica, sont les filles de Sylvie Larcher, agent d'entretien à l'inspection académique, et Franck Perrais, serveur. Le couple se sépare en 1993 car Franck Perrais frappe et viole sa femme. Il est condamné le 16 septembre 1997 par la cour d'assises de Loire-Atlantique à cinq années de prison pour viol et tentative de viol avec arme. Les jumelles vivent alors chez leur mère qui, fragilisée par des années de mauvais traitements, est souvent hospitalisée pour troubles psychiatriques. Elles sont, à la suite de l'hospitalisation de leur mère, accueillies par leur grand-mère. Sylvie Larcher sollicite une aide éducative et, le 1er décembre 1997, le tribunal pour enfants de Nantes ordonne une mesure d'assistance éducative en milieu ouvert au bénéfice de Jessica et Laëtitia. Dès 1998, cette mesure d'AEMO est reconduite mais, au domicile du père, Franck Perrais, car Sylvie Larcher n'est plus en mesure de faire face.

### Placement en foyer
Le 23 novembre 2000, à la suite des problèmes scolaires rencontrés par les jumelles, une ordonnance de placement provisoire est prononcée, et les jumelles sont prises en charge à l'Aide sociale pour l'enfance (ASE) et placées au foyer de Paimbœuf. Les parents conservent l'autorité parentale mais perdent leur droit de garde. Le 9 janvier 2001, les jumelles quittent Nantes pour être admises à La Providence de Paimbœuf.

### Placement dans la famille Patron
En 2005, elles choisissent de s'orienter vers une prise en charge par une famille d'accueil et sont envoyées pour une période d'essai chez Gilles et Michèle Patron qui habitent dans une maison à Pornic. Le 15 avril 2005 leur domicile est établi route de la Rogère à Pornic par le juge des enfants.
Gilles Patron, né en 1950 à La Montagne, chaudronnier de profession est un ancien secrétaire comptable de la Direction des constructions navales à Indret. Sans emploi à la suite d'un plan social, il devient assistant familial en 1995 pour le conseil général de Loire-Atlantique. La famille Patron accueille dès lors des enfants placés en famille d'accueil. Au total, la famille a accueilli six jeunes en placement durable et 48 en placement provisoire. Gilles Patron est également délégué des familles d'accueil pour le pays de Retz. Sportif, il est également investi en tant qu'entraîneur dans des associations sportives de judo, de football et de gymnastique.
Michèle Patron est une institutrice retraitée de l'enseignement catholique,.
Les jumelles continuent, comme auparavant, de fréquenter le collège Louise-Michel, à Paimbœuf.
À partir de 2006, Gilles Patron commence à agresser sexuellement Jessica, profitant des liens affectifs qui se sont noués avec elle. Jessica pense que sa sœur est également victime de celui qu'elles considèrent comme leur père adoptif, et ces dires sont confirmés plus tard par Léa, la meilleure amie de Laëtitia. En 2010, Léa dépose une plainte pour agression et une amie de Jessica dépose une main courante dénonçant des gestes intrusifs. Gilles Patron sera finalement condamné en 2014 à huit ans de réclusion.
En 2011, Laëtitia Perrais travaille en alternance à l’hôtel de Nantes à La Bernerie-en-Retz dans le cadre de la préparation d'un CAP de serveuse dans un centre de formation à Saint-Nazaire. Elle touche un salaire équivalent au SMIC. C'est une femme sans histoires, elle a un petit ami nommé Kevin, roule à scooter et mène une vie rangée, mais témoigne dans les derniers mois de sa vie d'une tristesse remarquée par ses proches. Elle rédige dans les semaines avant son enlèvement des lettres de suicide et d'adieu aux personnes qu'elle aime. Jessica Perrais prépare un CAP cuisine au lycée professionnel de Machecoul.

## Enlèvement et meurtre
Laëtitia Perrais disparaît dans la nuit du 18 au 19 janvier 2011.

### Déroulement de la journée du 18 janvier
Dans la journée du 18 janvier 2011, Laëtitia Perrais quitte son domicile route de la Rogère à Pornic à 10 h 30 à scooter pour se rendre à son travail à l'hôtel de Nantes à La Bernerie-en-Retz. À 15 h, pendant sa pause, elle voit Jonathan, un ami du lycée de Machecoul, qui l'emmène faire un tour dans sa voiture. À 16 h 6, quand elle reçoit un appel de son amie Lydia, elle se dirige vers la plage. À 16 h 28, elle appelle son ami William et lui dit qu'elle vient de tromper son petit ami Kevin avec Jonathan. Sur la plage, elle rencontre Tony Meilhon qui la prend en photo avec son portable[pas clair] et lui fait fumer un joint. Tony Meilhon et Laëtitia Perrais se rendent ensuite au bar le Barbe Blues, où Gérald, un ami de Meilhon, lui fait remarquer la jeunesse de sa compagne. Laëtitia Perrais reprend son service à 18 h 30. Sa patronne la voit arrivant sur le parking avec Tony Meilhon, Laëtitia Perrais s'éloignant de lui en l'apercevant comme si elle était gênée. Steven, qui travaille avec elle, entend cet homme lui dire qu'il viendra la chercher à sa sortie du travail le soir-même. À 21 h, Steven quitte son service et rentre chez lui en scooter. Il est suivi par Tony Meilhon dans une Peugeot 106 blanche, qui le force à s'arrêter sur le bas-côté en serrant son scooter, pensant qu'il s'agit de Laëtitia Perrais. Steven lui indique alors qu'elle est encore au travail. Tony Meilhon récupère Laëtitia Perrais à la sortie de son travail à 22 h. Ils passent un moment au bar le Barbe Blues, mais Tony Meilhon se dispute violemment avec un homme prénommé Yvan. Tony Meilhon emmène alors Laëtitia Perrais au Key46, un bar lounge, puis au Cassepot, un hameau où habite son cousin qui est alors en voyage. Alors que Laëtitia Perrais refuse d'avoir un rapport sexuel avec lui, il la jette violemment contre le mur puis la ramène à son scooter. Dans la voiture, Laëtitia Perrais envoie des SMS à son meilleur ami et confident, lui expliquant qu'elle vient d'être violée. À l'hôtel de Nantes, Anthony Deslandes, le fils de la patronne de Laëtitia Perrais, aperçoit cette dernière vers 1 h du matin penchée sur la vitre de la Peugeot 106. Visiblement en colère, elle se dispute avec Tony Meilhon. Il voit également la Peugeot 106 blanche repartir à très grande vitesse après le départ du scooter de Perrais. Selon Ivan Jablonka, Tony Meillhon comprend à ce moment-là que la jeune femme risque de porter plainte, or il est récidiviste et a déjà été condamné pour le viol d'un codétenu. Il est de plus à ce moment en liberté provisoire.

### Enlèvement
Tony Meilhon poursuit alors le scooter de Laëtitia Perrais et le percute alors que celle-ci est à 50 mètres seulement de son domicile. Il met la jeune femme dans son coffre et démarre en trombe. Gilles Patron entend des portières claquer et une voiture démarrer. Il sort de sa maison, mais ne voit pas le scooter de Laëtitia.

## Traitement judiciaire
En 2013, Tony Meillhon est condamné en première instance à la prison à perpétuité pour le meurtre de Laëtitia Perrais,. La condamnation est confirmée en appel en 2015 par la cour d’assises de Rennes,.